# アフロディテ (ギュスターヴ・モロー)

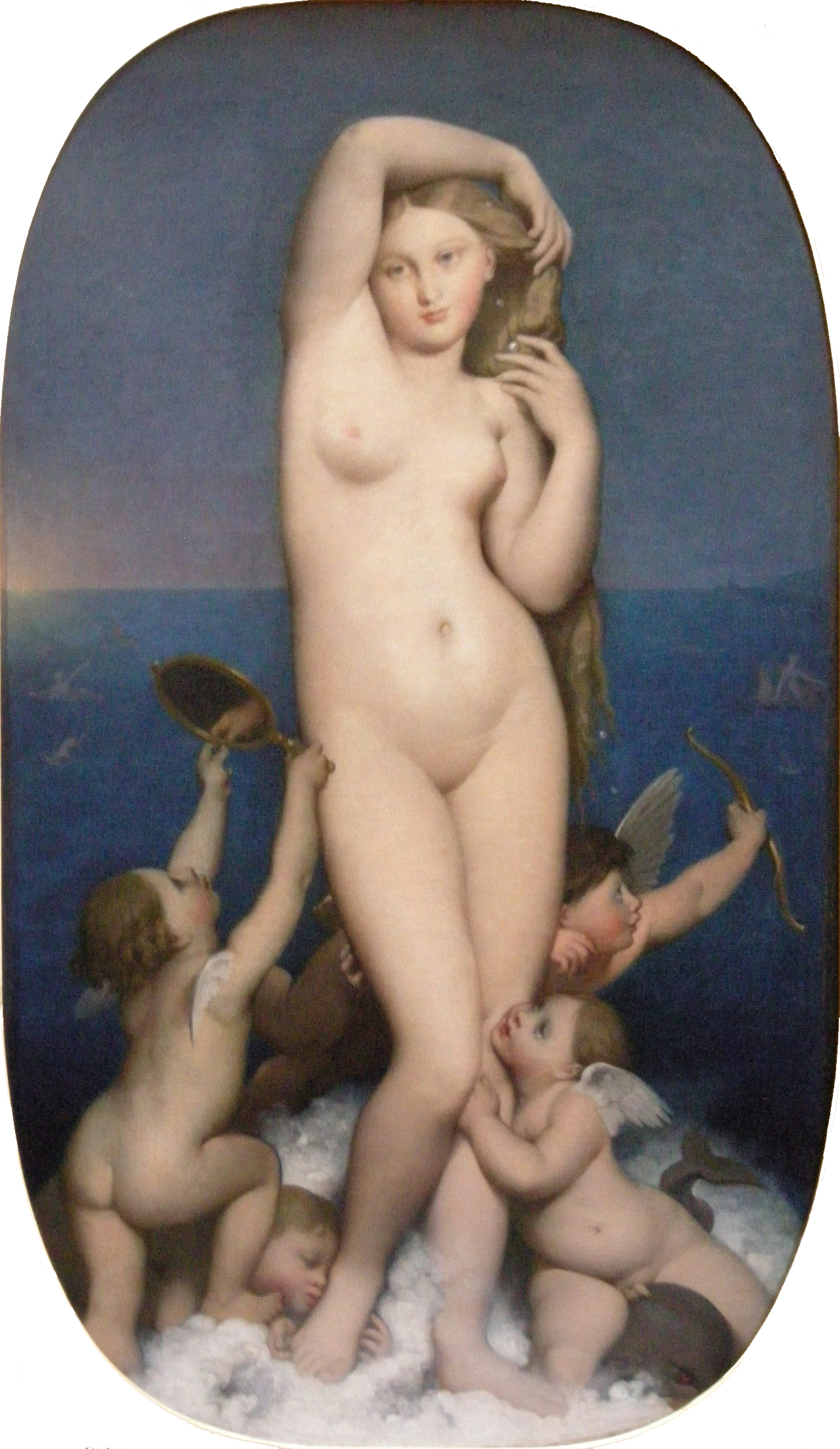
ドミニク・アングルの『海から上がるヴィーナス』。コンデ美術館所蔵。

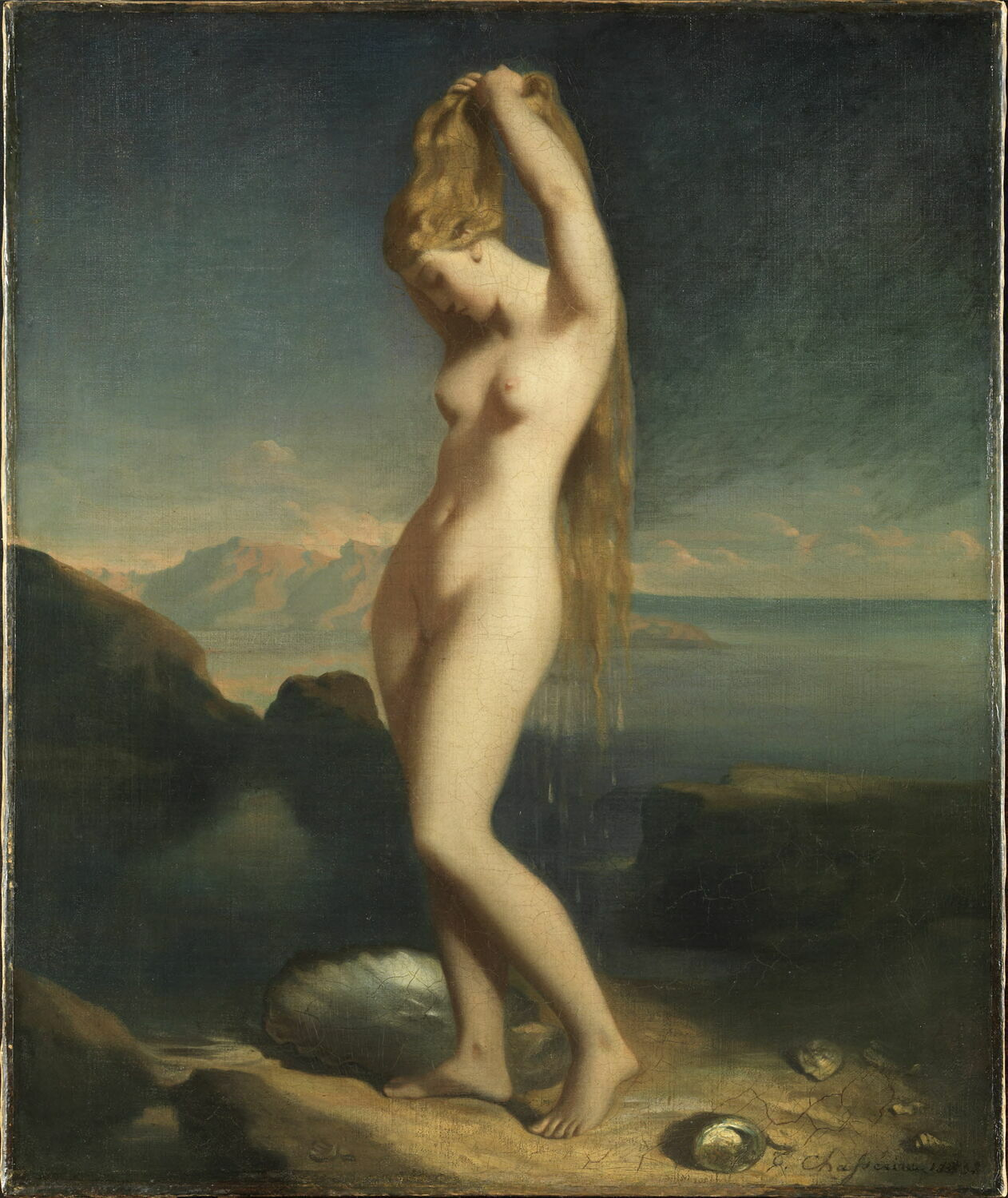
テオドール・シャセリオーの『海から上がるヴィーナス』。ルーヴル美術館所蔵。

『アフロディテ』（仏: Aphrodite）は、フランス象徴主義の画家ギュスターヴ・モローが1870年ごろに制作した絵画である。水彩。主題はギリシア神話の愛と美の女神アプロディテ（ローマ神話のヴィーナス）の誕生である。ヴィーナスはあまりにも裸婦を描くのに格好の題材となりすぎたためにモローはヴィーナスを描こうとしなかった。そのためギリシア神話から豊富な主題を引き出して、繰り返し描いたのとは裏腹に、ヴィーナスを描いた作品は決して多くない。本作品は数点のみ知られているモローが描いたヴィーナスのうちの1つである。現在はアメリカ合衆国のマサチューセッツ州ケンブリッジのフォッグ美術館に所蔵されている。

## 制作経緯
本作品は個人的な注文によって制作された。注文主はエリザ・デ・ロミリー（Eliza de Romilly, 旧姓：Ratisbonne, 1834年-1880年）であり、アマチュアの女性写真家であったエリザはモローの写真も多数撮影している。彼女は夫フェリックス（Felix de Romilly）の新年のプレゼントのために、この小品をモローに依頼した。

## 作品
生まれたばかりのヴィーナスは泡の中に立っている。左手で髪を風になびかせ、横顔を下に向けている。ヴィーナスの美しい肢体はモロー特有の魅力があり、垂直に伸びた両脚は空を飛んでいるような印象を与える。そして青い海が乳白色の身体をよりいっそう引き立てている。ヴィーナスの足元では1人のプットーが松明を掲げている。松明は生命あるいは愛の炎を意味する。背景の海は水平線だけで、物語的要素となるものは描かれていない。モローは作品のタイトルにあえて本来のギリシア語の名前を付け、実際に画面下の中央に書き入れている。モローがタイトルをヴィーナスとしなかった理由は分からない。おそらく、アフロディテの名前が泡から誕生した神話に由来していることから、女神の誕生の情景を描いた作品にふさわしいと考えたのだろう。
本作品は明らかにドミニク・アングルの『海から上がるヴィーナス』（Vénus Anadyomène）に影響を受けている。たとえば、どちらの作品でもヴィーナスは泡の中に立っており、ヴィーナスの足元で松明を掲げるプットーは、アングルの作品の弓を構えたプットーとよく似ている。またモローもアングルと同様の縦長の円形の構図を構想していたことがギュスターヴ・モロー美術館に残された素描からうかがえる。しかしモローはアングルのヴィーナスと関係の深い『泉』（La Source）について、学識と造形的知識によって制作されたアカデミー的裸体習作に過ぎないと批判しており、そうした当時流行した画面全体にヴィーナスだけを描いた作品を油彩画で描くことは生涯を通じて無かった。
またヴィーナスの姿勢、特に下を向いた横顔を描いてる点はおそらくテオドール・シャセリオーの影響である。
モローはイタリア遊学の際にエドガー・ドガの勧めでサンドロ・ボッティチェッリの『ヴィーナスの誕生』（La Nascita di Venere）を模写しており、この作品をフィレンツェ派のオマージュとする見方もある。

## 来歴
エリザの依頼を受けたモローは本作品を600フランで制作した。後に夫フェリックスは絵画をモローのもとに返している。これを実業家であり美術コレクターでもあったM・アルフレッド・ハルトマン（M. Alfred Hartmann）が1881年に2,000フランで購入した。ハルトマンのコレクションは死後にオテル・ドゥルオーで売却され、3,500フランでルイ・サーリン（Louis Sarlin）が購入した。1918年には美術商ジョルジュ・プティの手に渡り、おそらくアルフレッド＝エマニュエル・ルイ・ブールドレーが購入した。しかし数年後に所有者が死去すると、ニューヨークの画廊スコット＆ファウレス（Scott and Fowles）で販売された。1922年、最終的に絵画はグレンビル・L・ウィンスロップが400ドルで購入し、4,000点にも上る彼のコレクションに加わった。本作品を含むウィンスロップのコレクションが母校であるハーバード大学のフォッグ美術館に遺贈されたのは、彼が死去した1943年のことである。

## ギャラリー
ギュスターヴ・モローは以下のようなヴィーナスを描いている。モローは油彩を用いて、単なる裸体習作的なヴィーナスを描くことはなかった。

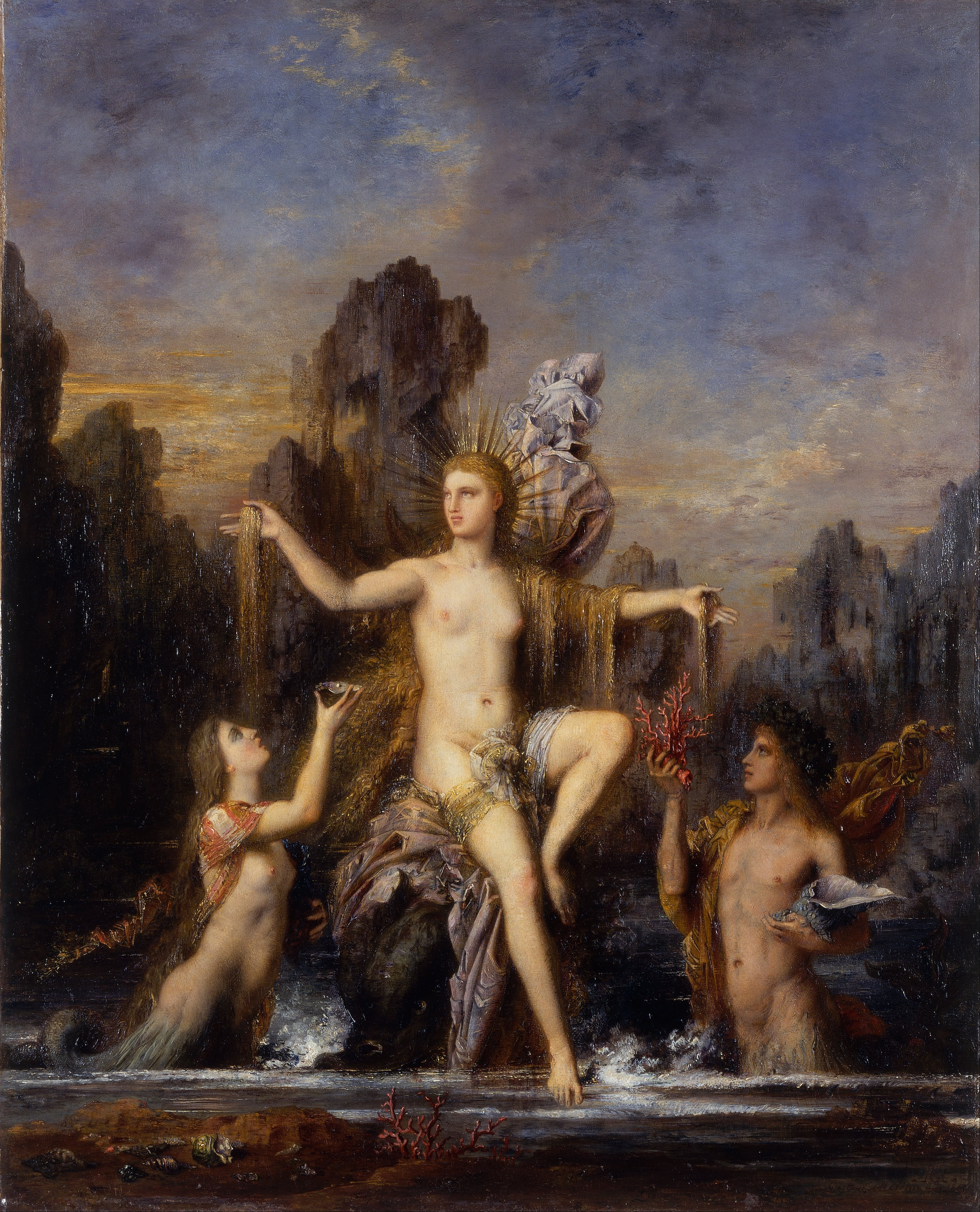
『海から上がるヴィーナス』1866年 イスラエル博物館所蔵
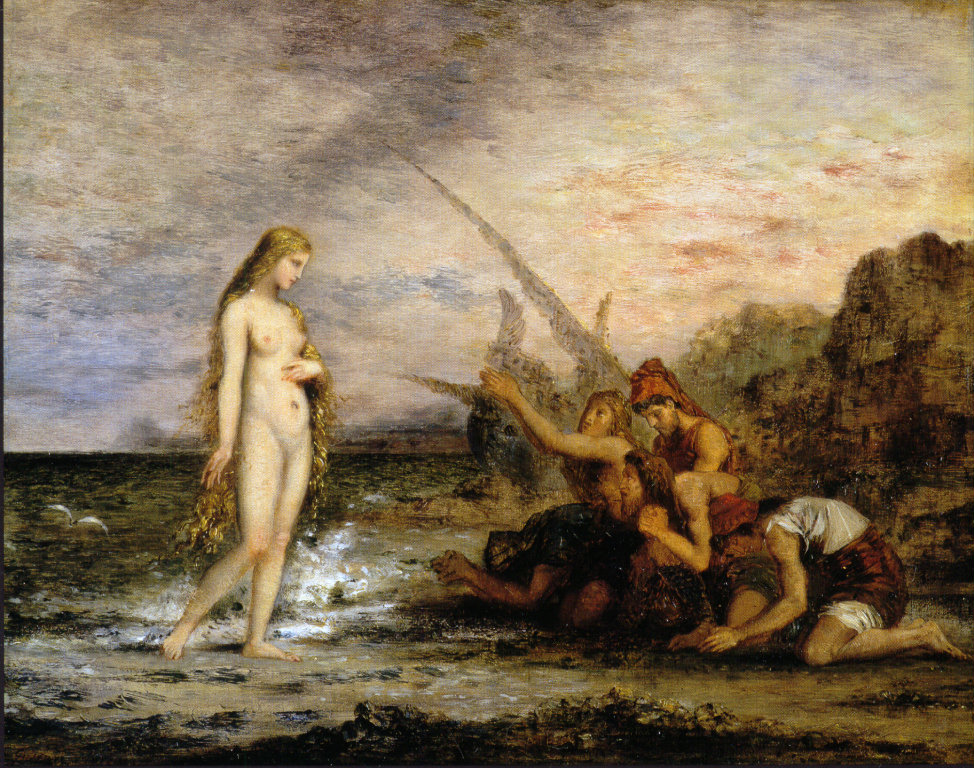
『ヴィーナスの誕生』 1866年ごろ